# Колакі (Мазовецьке воєводство)
Колакі (пол. Kołaki) — село в Польщі, у гміні Млинаже Маковського повіту Мазовецького воєводства.
Населення — 110 осіб (2011).
У 1975-1998 роках село належало до Остроленцького воєводства.

## Демографія
Демографічна структура станом на 31 березня 2011 року:
|          | Загалом | Допрацездатний вік | Працездатний вік | Постпрацездатний вік |
| -------- | ------- | ------------------ | ---------------- | -------------------- |
| Чоловіки | 53      | 13                 | 36               | 4                    |
| Жінки    | 57      | 11                 | 36               | 10                   |
| Разом    | 110     | 24                 | 72               | 14                   |